# Thunbergia pleistodonta
Thunbergia pleistodonta är en akantusväxtart som beskrevs av Cornelis Eliza Bertus Bremekamp. Thunbergia pleistodonta ingår i släktet thunbergior, och familjen akantusväxter. Inga underarter finns listade i Catalogue of Life.